# Aga Khan Development Network
Aga Khan Development Network (AKDN) es un grupo de agencias de desarrollo privadas y no confesionales, que procuran reforzar a comunidades e individuos para mejorar sus condiciones de vida y oportunidades, principalmente en la África Subsahariana, África Central, Asia del Sur y el Oriente Medio, aunque sus actividades se extienden a otras regiones. Fundada y dirigida por el príncipe Karim al-Hussayni, el Aga Khan IV, la red se enfoca en la salud, la educación, la cultura, el desarrollo rural, la construcción de instituciones y la promoción del desarrollo económico. El AKDN se dedica a mejorar las condiciones de vida y a brindar oportunidades a las personas  empobrecidas, sin importar su fe, origen o género. Su presupuesto anual para actividades no lucrativas es superior a 300 millones de dólares.
La Fundación Aga Khan (AKF), la Universidad Aga Khan (AKU), Aga Khan Health Services (AKHS) —Servicios de Salud Aga Khan—, Aga Khan Education Services (AKES) —Servicios para la Educación Aga Khan— y  la Aga Khan Planning and Building Services (AKPBS) —Servicios de Planeación y Construcción Aga Khan—, operan en desarrollo social.
El Aga Khan Fund for Economic Development (AKFED) — Fondo Aga Khan para el Desarrollo Económico— con sus afiliados, los Servicios de Promoción Turística (TPS), los Servicios de Promoción Industrial (IPS) y los Servicios Financieros, procuran reforzar el papel del sector privado en los países en vías de desarrollo, apoyando iniciativas del sector privado en el proceso de desarrollo. El Fondo y la Fundación también apoyan las políticas gubernamentales que promueven lo que el Aga Khan llamó un «ambiente permisivo» de estructuras legislativas y fiscales favorables.
EL Aga Khan Trust for Culture (AKTC) coordina las actividades culturales del Imanato. Sus programas incluyen el Premio Aga Khan de Arquitectura, el Programa de Apoyo a Ciudades Históricas y  el Programa de Educación y Cultura. También brinda apoyo financiero al Programa Aga Khan de Arquitectura Islámica de la Universidad de Harvard y del Instituto Tecnológico de Massachusetts en los Estados Unidos.
Aunque cada agencia persigue su propio fin, todas ellas trabajan en conjunto dentro del marco de la Aga Khan Development Network, de modo que sus diferentes objetivos puedan interactuar recíprocamente y reforzarse el uno al otro. Su meta común, es ayudar a que los pobres alcancen un nivel de independencia por medio del cual sean capaces de planificar sus propios ingresos y de ayudar a aquellos aún más necesitados que ellos.

## Agencias
- Fundación Aga Khan (AKF)
- Aga Khan Health Services (AKHS)
- Aga Khan Agency for Microfinance (AKAM)
- Aga Khan Fund for Economic Development (AKFED)
- Aga Khan Planning and Building Services (AKPBS)
- Focus Asistencia Humanitaria (FOCUS)
- Aga Khan Education Services (AKES)
- Aga Khan Trust for Culture (AKTC)
- Universidad de Asia Central (UCA)
- Universidad Aga Khan (AKU)